# Kikaninchen

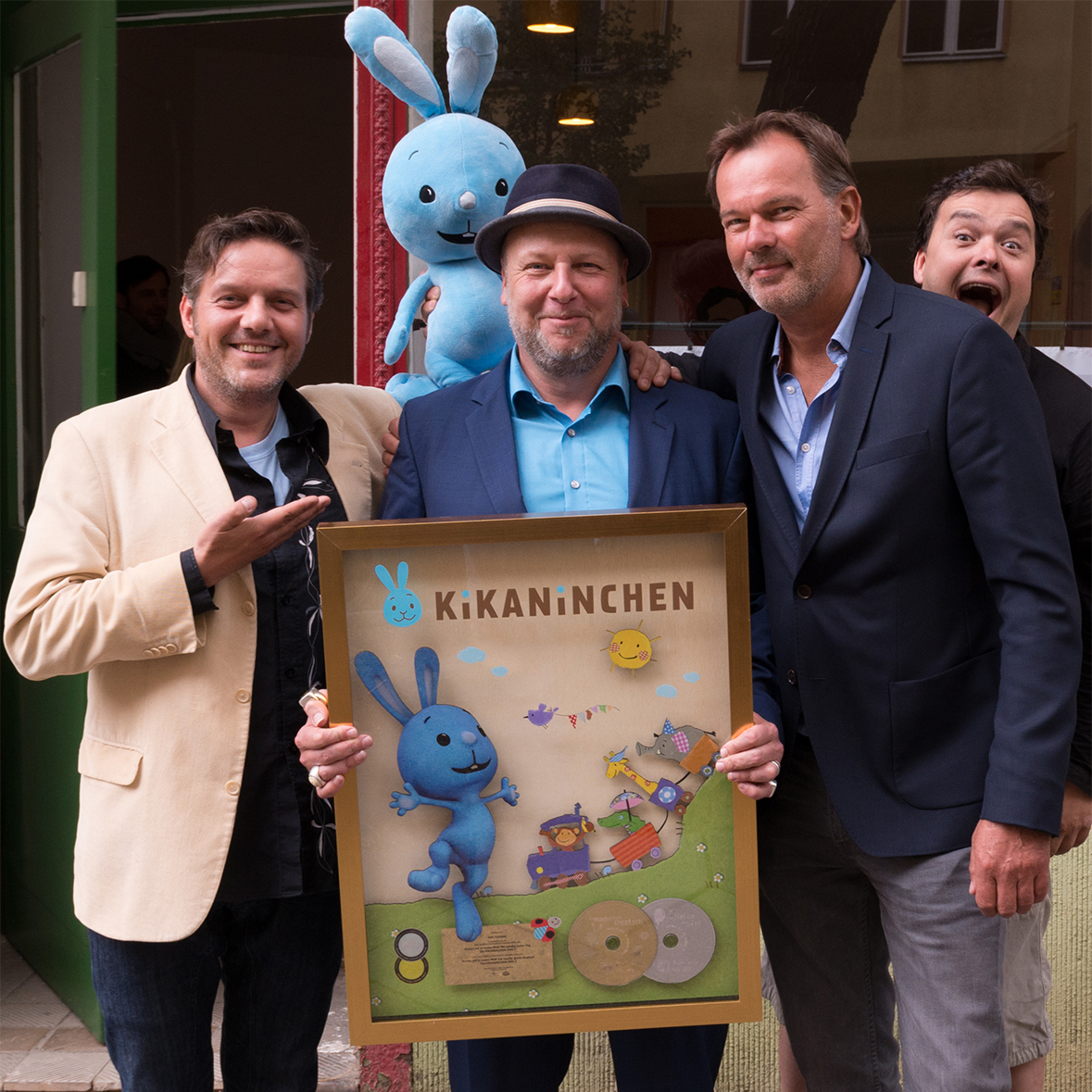
Jörg Hackelbörger (Universal) Udo Schöbel, Andreas Maas (Universal) Christian Bahrmann bei der Platin/Gold Doppelawardverleihung vor der WIEGE DES GUTEN GESCHMACKS

Kikaninchen (Eigenschreibweise: KiKANiNCHEN) ist eine deutsche Fernsehsendung, die im KiKA ausgestrahlt wird. Sie richtet sich an Kinder im Alter von drei bis sechs Jahren.

## Fernsehsendung
Die Sendung ist nach dem Kikaninchen benannt, einer 3D-Figur, die ein blaues Kaninchen darstellt, das sprechen kann. Seine Freunde stehen ihm zur Seite. Christian, gespielt von Christian Bahrmann, ist seit Sendungsbeginn an Kikaninchens Seite. Seit dem 16. Januar 2012 spielt Julia Becker die Freundin Jule. Seit dem 6. Oktober 2014 ist Stefanie Bock als Freundin Anni zu sehen.
Die Sendung wird seit dem 5. Oktober 2009 jeden Montag bis Freitag bei KiKA ausgestrahlt. Anfangs lief Kikaninchen von 6:50 Uhr bis 10:25 Uhr. Ab dem 6. Oktober 2014 wurde bereits ab 6:10 Uhr gesendet. Am 5. Februar 2018 wurde die Vorschulstrecke um zehn Minuten vorgezogen und läuft seitdem von 6:00 Uhr bis 10:15 Uhr. Dabei führt Kikaninchen die Zuschauer durch das Vorschulprogramm, zu dem Kinder-Serien wie Au Schwarte!, Die Sendung mit dem Elefanten und Kleine Prinzessin gehören. Die Kikaninchen-Sequenzen sind circa eine bis dreieinhalb Minuten lang. KiKA wendet nach eigenen Angaben für so eine Sequenz im Schnitt 12.300 Euro auf.
Kikaninchen wird von der Studio.TV.Film GmbH in Zusammenarbeit mit KiKA produziert und stellt eine Kombination aus CGI-Produktion, realen Filmsequenzen und Animation dar. Patrick Schlosser, Ute Hilgefort und Manuela Stacke führen Regie, Katrin Gröndahl und Helga Löbel produzieren die Sendung. Sprecherin des Kikaninchens ist Maximiliane Häcke. Seit 7. November 2022 spielen die Geschichten in einer dreidimensionalen Kulisse. Dabei wird das Kikaninchen nicht erst nachträglich eingefügt, sondern mithilfe von Motion Capture von der Schauspielerin Naemi Simon verkörpert.

## Internetangebot
Zu Kikaninchen gibt es auch ein Internetangebot mit Vorschulinhalten, das kostenlos und werbefrei ist. Die Genehmigung des Formats durch den MDR-Rundfunkrat führte bei RTL zu Verstimmung, da die Webseite eine Konkurrenz für den kostenpflichtigen TOGGOLINO-Club von Super RTL darstellt.
Die Internetseite umfasst alle Serien, welche auf Kikaninchen laufen. Zu den einzelnen Serien werden Ausmalbilder, Spiele und Ähnliches angeboten. Zusätzlich umfasst das Internetangebot auch Videos vom Kikaninchen, seinem Freund Christian und von einigen weiteren Serien.
Seit dem 6. Dezember 2017 gibt es zudem eine Kikaninchen-App für Android und iOS.

## Auszeichnungen
- Deutschland: Goldene Schallplatte im Kids-Award[9]
  - 1 × Platin für das Videoalbum Komm mit in meine Welt! Die Kikaninchen-DVD 1 (2015)
  - 1 × Gold für das Videoalbum Ich mache gern Quatsch – Die Kikaninchen DVD 2 (2016)
- Seitenstark-Gütesiegel Digitale Kindermedien 2022 für kikaninchen.de, Auszeichnung von Seitenstark e. V. und Bundesministerium für Familie, Senioren, Frauen und Jugend[10]